# Montelukast
Montelukast ist ein oral wirksamer Arzneistoff zur Behandlung von leichtem bis mittelschwerem Asthma und allergischer Rhinitis. Er kam 1998 in Deutschland als Singulair auf den Markt.

## Pharmakologie

### Indikationen
Montelukast wird bei Erwachsenen vorwiegend als ergänzende Therapie zusätzlich zu inhalativen Kortikosteroiden angewendet, wenn diese allein nicht den gewünschten Erfolg bringen. Der synergistische Effekt beruht darauf, dass Kortison zwar einen großen Teil der asthmatischen Entzündungskaskade hemmt, aber keinen Einfluss auf die Leukotriene hat. In Studien konnte belegt werden, dass ein großer Teil der Patienten von einer solchen Kombinationstherapie profitiert. Bei Kindern wird Montelukast als Monotherapie in der Asthmastufe zwei empfohlen, wenn inhalative Kortikoide nicht genommen werden können. Bei mittelgradigem kindlichem Asthma wird es gleichfalls ergänzend zu inhalativen Kortikoiden (Budesonid, Fluticason, Beclometason, Mometason, Ciclesonid etc.) verabreicht. Montelukast ist bei Kindern ab sechs Monaten zugelassen und wird oral verabreicht. Außerdem ist Montelukast bei Heuschnupfen (allergischer Rhinitis) zugelassen, da es in Studien eine vergleichbare Wirksamkeit gezeigt hat wie orale Antihistaminika. Auch bei Urticaria (Nesselsucht) und Neurodermitis ist die Substanz wirksam. Bei obstruktiver Schlafapnoe wird es als individueller Heilversuch empfohlen.

### Wirkweise
Der Arzneistoff ist ein Leukotrienrezeptor-Antagonist, der kompetitiv die Bindung von Leukotrienen an ihren Rezeptor in den Bronchien verhindert. Leukotriene sind Entzündungsmediatoren, die an der Entstehung der Entzündung bei Asthma bronchiale beteiligt sind.
Montelukast bindet an die in den Atemwegen vorhandenen Cys-LT1-Rezeptoren. Die Wirkungen der Leukotriene hinsichtlich Verstärkung von Entzündungsvorgängen und vermehrter Schleimsekretion werden somit unterbunden. Die Cysteinylleukotriene sind verantwortlich für die Entzündungen, welche wiederum auf die Atemwege verengend wirken und die Lungenfunktion schwächen.

### Nebenwirkungen
In Zulassungsstudien wurden neben Kopfschmerzen vermehrt gastrointestinale Probleme beobachtet. Nach Markteinführung traten bei Patienten vereinzelt erhöhte Blutungsneigung, Schlafstörungen und Ruhelosigkeit auf. Zudem wurde eine erhöhte Inzidenz für das Auftreten eines Churg-Strauss-Syndroms beobachtet, ein Zusammenhang mit der Einnahme von Leukotrienrezeptor-Antagonisten konnte jedoch bislang weder ausgeschlossen noch bestätigt werden.
In den USA fielen Patienten unter Montelukast-Behandlung mit neuropsychiatrischen Ereignissen wie Depression, Albträumen und Suizid auf. Die Gesundheitsbehörde FDA ließ daraufhin einen Hinweis auf diese möglichen Nebenwirkungen in die Fachinformation des Medikaments aufnehmen.
In fünf verschiedenen klinischen Studien, für die Zulassung des Produktes Singulair® konnten keine signifikanten Nebenwirkungen gegenüber einem Placebo festgestellt werden. Getestet wurde an Personen ab sechs Monaten. Jedoch wurden nach der Markteinführung folgende unerwünschten Arzneimittelwirkungen festgestellt:
- erhöhte Blutungsneigung, Epistaxis (Nasenbluten)
- Überempfindlichkeitsneigungen
- psychische Störungen (abnormes Träumen, Halluzinationen, Reizbarkeit, Agitiertheit, aggressives oder ablehnendes Verhalten, Ruhelosigkeit und Tremor (Zittern), Ängstlichkeit, Depression, Desorientierung, Suizidgedanken und suizidales Verhalten, Somnambulismus (Schlafwandeln), Schlaflosigkeit)[4]
- Schläfrigkeit, Schwindel, Parästhesie/Hypoästhesie und sehr selten Krampfanfälle.
- Herzklopfen
- Übelkeit, Erbrechen, Dyspepsie, Durchfall.
- erhöhte ALT und AST, sehr selten Hepatitis
- Angioödem, Erythema nodosum, Pruritus (Hautjucken), Hautausschlag, Urtikaria, Hämatome
- Arthralgie, Myalgie einschließlich Muskelkrämpfe
- Asthenie/Müdigkeit, Ödeme, Fieber

Für die oben genannten Nebenwirkungen gibt es keine Angaben zur Häufigkeit, da diese nicht in einer klinischen Studie festgestellt wurden. Somit kann auch nicht beurteilt werden, ob diese Symptome wirklich von Montelukast verursachte Nebenwirkungen sind.

## Studienergebnisse
Montelukast ist im direkten Vergleich schlechter wirksam als inhalative Kortikosteroide.

## Handelsnamen
Singulair, Montelubronch, Montelair, zahlreiche Generika (D)